# Oxya stresemanni
Oxya stresemanni är en insektsart som beskrevs av Willy Adolf Theodor Ramme 1941. Oxya stresemanni ingår i släktet Oxya och familjen gräshoppor. Inga underarter finns listade i Catalogue of Life.